# Marin Burlea
Marin Burlea (n. 8 ianuarie 1949, Crețești, România – d. 26 octombrie 2018, Iași, România) a fost un medic și politician român, ales senator pentru legislatura 2012-2016 în județul Iași din partea Partidului Național Liberal (PNL). A fost decorat post-mortem de către peședintele Klaus Iohannis, cu Ordinul Național „Steaua României” în grad de Cavaler. Șeful statului a apreciat „excepționala sa dăruire pe care a pus-o, vreme de o viață, în slujba îngrijirii aproapelui”.